# Breaking the Habit (DVD)
Phát hành vào ngày 27 tháng 7 năm 2004, đĩa DVD "Breaking the Habit" của ban nhạc Linkin Park đi kèm với một quyển sách truyện phim (Films comic hay Cine-Manga) TOKYOPOP, báo trước sự kiện video nhạc bài "Breaking the Habit" của Linkin Park. Quyển sách cũng chứa chuyện kể và lý lịch trích ngang về mỗi thành viên trong ban nhạc. Nó có cả hình quét (scan) của vài lời bài hát gốc được viết tay bởi Mike Shinoda, cũng như vài điều không phải ai cũng biết về ban nhạc.

## Thành viên ban nhạc
- Chester Bennington – ca sĩ
- Rob Bourdon – trống
- Brad Delson – ghita
- Dave "Phoenix" Farrell – bass
- Joe "Mr. Hahn" Hahn – bàn xoay, nhạc mẫu
- Mike Shinoda – ca sĩ, MC, ghita đệm, bàn điện tử, nhạc mẫu

## Danh sách Chapter
1. Breaking the Habit (Bản Video)
2. Hậu trường Breaking the Habit
3. Breaking the Habit (5.28.04 3:37 P.M.)

## Bản kuyến mãi 2 Đĩa

### Đĩa 1
1. Breaking the Habit (Bản CD)

### Đĩa 2
1. Breaking the Habit (Bản DVD)

## Tham gia Sáng tác
- Lời bài hát: Mike Shinoda
- Âm nhạc: Linkin Park

## Thành phần tham gia

### Chapter Một
- Đạo diễn: Mr. Hahn
- Nhà sản xuất: Matt Caltabiano
- Giám đốc Sản xuất: Janet Haase
- Công ty sản xuất: Villains
- Chỉ đạo sản xuất: Joby Barnhart
- Chỉ đạo nhiếp ảnh: Jim Hawkinson
- Biên tập: Mario Mares
- Telecine: Dave Hussey
- Hình động: Nakazawa/GDH

### Chapter Hai
- Đạo diễn: Mark Fiore
- Nhà sản xuất: Matt Caltabiano
- Biên tập: Mario Mares
- Trợ lý Sản xuất: Misty Martin
- Nghệ sĩ trực tuyến: Michael Forrest
- Trợ lý Biên tập: Carlos Diaz
- Phối âm: Jim Corbett
- Phỏng vấn và ghi hình: Mark Fiore
- Sân khấu phụ: Jeremy Kline

### Chapter Ba
- Đạo diễn: Kimo Proudfoot
- Nhà sản xuất: Jasper Thomlinson
- Chỉ đạo nhiếp ảnh: Richard Henkels
- Biên tập: Mario Mares
- Giám đốc Sản xuất: Janet Haase
- Chỉ đạo sản xuất: Joby Barnhart
- Phối hợp sản xuất: Eri "Noggie" Noguchi và Adam Baxter
- Công ty Sản xuất: Villains
- Họa sĩ màu: Dave Hussey
- Điều khiển Máy quay: Mike "Mike Mike" Norman, Roy Muir và Mark Fiore

### Sách truyện-phim
- Đóng góp biên tập: Amy Court Kaemon
- Thiết kế đồ hoạ và đánh máy: Jennifer Nunn-Iwai
- Bìa: Patrick Hook
- Họa sĩ đồ hoạ: Jennifer Nunn-Iwai
- Biên tập: Jod Kaftan
- Biên tập Ảnh số: Chris Buford
- Giám đốc Tiền-Xuất bản: Antonio DePietro
- Giám đốc Sản xuất: Jennifer Miller và Mutsumi Miyazaki
- Chỉ đạo nghệ thuật: Matt Alford
- Quản lý Biên tập: Jill Freshney
- Phó Sản xuất: Ron Klamert
- Tổng Điều phối: John Parker
- Tổng Sản xuất và Phát hành: Stuart Levy
- Phát hành: TOKYOPOP